# Steven Pienaar
Steven Jérôme Pienaar (Johannesburg, 17 marzo 1982) è un allenatore di calcio ed ex calciatore sudafricano, di ruolo centrocampista.

## Carriera

### Club
Sin da bambino è stato soprannominato Schillo in onore di Salvatore Schillaci.
Ha giocato nell'Ajax, squadra che lo aveva prelevato dal team satellite Ajax Cape Town. Qui ha mostrato le sue abilità ed è diventato un giocatore mediamente conosciuto.
Ha poi giocato nel Borussia Dortmund dove ha ricevuto la maglia con il numero 10, che prima era sulle spalle di Tomáš Rosický. In Germania non segna alcun gol.
Viene ceduto in prestito all'Everton per la stagione 2007/2008. In seguito viene acquistato a titolo definitivo dai Toffees. Il 18 gennaio 2011 viene annunciato il suo definitivo passaggio al Tottenham Hotspur
Il 18 gennaio 2011 viene acquistato dal Tottenham, essendo in scadenza di contratto con l'Everton. Con gli Spurs vestirà il numero 40.
Nel mercato di riparazione 2012 ritorna all'Everton dopo un anno dalla sua ultima apparizione con i Toffees Esordisce il 4 febbraio 2012 nel pareggio esterno contro il Wigan e una settimana dopo, l'11 febbraio segna il suo primo gol stagionale nella partita vinta per 2-0 contro il Chelsea. Il 22 aprile realizza la rete del 4-4, dopo un'incredibile rimonta ai danni del Manchester United, firmando così il terzo gol stagionale.
Il 1º marzo 2018 annuncia il ritiro dal calcio giocato.

### Nazionale
Ha debuttato con la nazionale sudafricana nel 2002 in amichevole contro la Turchia. Ha partecipato al campionato del mondo 2002, alla Coppa d'Africa 2008 e al Campionato mondiale di calcio 2010.

## Statistiche

### Presenze e reti nei club
| Stagione         | Squadra           | Campionato       | Campionato | Campionato | Coppe nazionali | Coppe nazionali | Coppe nazionali | Coppe continentali | Coppe continentali | Coppe continentali | Altre coppe | Altre coppe | Altre coppe | Totale | Totale |
| Stagione         | Squadra           | Comp             | Pres       | Reti       | Comp            | Pres            | Reti            | Comp               | Pres               | Reti               | Comp        | Pres        | Reti        | Pres   | Reti   |
| ---------------- | ----------------- | ---------------- | ---------- | ---------- | --------------- | --------------- | --------------- | ------------------ | ------------------ | ------------------ | ----------- | ----------- | ----------- | ------ | ------ |
| 2001-2002        | Ajax              | ED               | 8          | 1          | CO              | 2               | 0               | -                  | -                  | -                  | -           | -           | -           | 10     | 1      |
| 2002-2003        | Ajax              | ED               | 31         | 5          | CO              | 2               | 0               | UCL                | 12                 | 2                  | -           | -           | -           | 45     | 7      |
| 2003-2004        | Ajax              | ED               | 16         | 3          | -               | -               | -               | UCL                | 5                  | 0                  | -           | -           | -           | 21     | 3      |
| 2004-2005        | Ajax              | ED               | 24         | 4          | CO              | 2               | 0               | UCL+CU             | 3+1                | 0+0                | SO          | 1           | 1           | 31     | 5      |
| 2005-2006        | Ajax              | ED               | 15+1       | 2+0        | -               | -               | -               | UCL                | 9                  | 0                  | SO          | 1           | 0           | 26     | 2      |
| Totale Ajax      | Totale Ajax       | Totale Ajax      | 94+1       | 15+0       |                 | 6               | 0               |                    | 29+1               | 2+0                |             | 2           | 1           | 133    | 18     |
| 2006-2007        | Borussia Dortmund | BL               | 25         | 0          | CG              | 2               | 0               | -                  | -                  | -                  | -           | -           | -           | 27     | 0      |
| 2007-2008        | Everton           | PL               | 28         | 2          | FACup+CdL       | 1+3             | 0+0             | CU                 | 8                  | 0                  | -           | -           | -           | 40     | 2      |
| 2008-2009        | Everton           | PL               | 28         | 3          | FACup           | 6               | 0               | CU                 | 1                  | 0                  | -           | -           | -           | 35     | 3      |
| 2009-2010        | Everton           | PL               | 30         | 4          | FACup           | 2               | 0               | UEL                | 6                  | 3                  | -           | -           | -           | 38     | 7      |
| 2010-gen. 2011   | Everton           | PL               | 18         | 2          | CdL             | 2               | 0               | -                  | -                  | -                  | -           | -           | -           | 20     | 2      |
| gen.-giu. 2011   | Tottenham         | PL               | 8          | 0          | FACup           | 1               | 0               | UCL                | 2                  | 0                  | -           | -           | -           | 11     | 0      |
| 2011-gen. 2012   | Tottenham         | PL               | 2          | 0          | FACup           | 2               | 0               | UEL                | 3                  | 1                  | -           | -           | -           | 7      | 1      |
| Totale Tottenham | Totale Tottenham  | Totale Tottenham | 10         | 0          |                 | 3               | 0               |                    | 5                  | 1                  |             |             |             | 18     | 1      |
| gen.-giu. 2012   | Everton           | PL               | 14         | 4          | -               | -               | -               | -                  | -                  | -                  | -           | -           | -           | 14     | 4      |
| 2012-2013        | Everton           | PL               | 35         | 6          | FACup+CdL       | 4+1             | 1+0             | -                  | -                  | -                  | -           | -           | -           | 40     | 7      |
| 2013-2014        | Everton           | PL               | 23         | 1          | FACup           | 2               | 0               | -                  | -                  | -                  | -           | -           | -           | 25     | 1      |
| 2014-2015        | Everton           | PL               | 9          | 0          | -               | -               | -               | UEL                | 2                  | 0                  | -           | -           | -           | 11     | 0      |
| 2015-2016        | Everton           | PL               | 4          | 0          | FACup           | 2               | 0               | -                  | -                  | -                  | -           | -           | -           | 6      | 0      |
| Totale Everton   | Totale Everton    | Totale Everton   | 189        | 22         |                 | 17+6            | 1+0             |                    | 17                 | 3                  |             |             |             | 229    | 26     |
| 2016-2017        | Sunderland        | PL               | 12         | 0          | CdL             | 1               | 0               | -                  | -                  | -                  | -           | -           | -           | 13     | 0      |
| Totale carriera  | Totale carriera   | Totale carriera  | 330+1      | 37+0       |                 | 35              | 1               |                    | 52                 | 6                  |             | 2           | 1           | 420    | 45     |

### Presenze e reti in nazionale
| Cronologia completa delle presenze e delle reti in nazionale ― Sudafrica | Cronologia completa delle presenze e delle reti in nazionale ― Sudafrica | Cronologia completa delle presenze e delle reti in nazionale ― Sudafrica | Cronologia completa delle presenze e delle reti in nazionale ― Sudafrica | Cronologia completa delle presenze e delle reti in nazionale ― Sudafrica | Cronologia completa delle presenze e delle reti in nazionale ― Sudafrica | Cronologia completa delle presenze e delle reti in nazionale ― Sudafrica | Cronologia completa delle presenze e delle reti in nazionale ― Sudafrica |
| Data                                                                     | Città                                                                    | In casa                                                                  | Risultato                                                                | Ospiti                                                                   | Competizione                                                             | Reti                                                                     | Note                                                                     |
| ------------------------------------------------------------------------ | ------------------------------------------------------------------------ | ------------------------------------------------------------------------ | ------------------------------------------------------------------------ | ------------------------------------------------------------------------ | ------------------------------------------------------------------------ | ------------------------------------------------------------------------ | ------------------------------------------------------------------------ |
| 23-5-2002                                                                | Hong Kong                                                                | Sudafrica                                                                | 2 – 0                                                                    | Turchia                                                                  | Amichevole                                                               | -                                                                        | 56’                                                                      |
| 23-5-2003                                                                | Johannesburg                                                             | Sudafrica                                                                | 2 – 0                                                                    | Madagascar                                                               | Amichevole                                                               | -                                                                        | 87’                                                                      |
| 22-6-2003                                                                | Polokwane                                                                | Sudafrica                                                                | 2 – 1                                                                    | Costa d'Avorio                                                           | Qual. Coppa d'Africa 2004                                                | -                                                                        | 78’                                                                      |
| 30-3-2004                                                                | Londra                                                                   | Sudafrica                                                                | 0 – 1                                                                    | Australia                                                                | Amichevole                                                               | -                                                                        | 74’                                                                      |
| 20-6-2004                                                                | Kumasi                                                                   | Ghana                                                                    | 3 – 0                                                                    | Sudafrica                                                                | Qual. Mondiali 2006                                                      | -                                                                        |                                                                          |
| 3-7-2004                                                                 | Johannesburg                                                             | Sudafrica                                                                | 2 – 0                                                                    | Burkina Faso                                                             | Qual. Mondiali 2006                                                      | 1                                                                        |                                                                          |
| 18-8-2004                                                                | Tunisi                                                                   | Tunisia                                                                  | 0 – 2                                                                    | Sudafrica                                                                | Amichevole                                                               | -                                                                        | 46’                                                                      |
| 5-9-2004                                                                 | Kinshasa                                                                 | RD del Congo                                                             | 1 – 0                                                                    | Sudafrica                                                                | Qual. Mondiali 2006                                                      | -                                                                        | 89’                                                                      |
| 10-10-2004                                                               | Kampala                                                                  | Uganda                                                                   | 0 – 1                                                                    | Sudafrica                                                                | Qual. Mondiali 2006                                                      | -                                                                        | 78’                                                                      |
| 9-2-2005                                                                 | Durban                                                                   | Sudafrica                                                                | 1 – 1                                                                    | Australia                                                                | Amichevole                                                               | -                                                                        | 79’                                                                      |
| 26-3-2005                                                                | Johannesburg                                                             | Sudafrica                                                                | 2 – 1                                                                    | Uganda                                                                   | Qual. Mondiali 2006                                                      | 1                                                                        | 79’                                                                      |
| 4-6-2005                                                                 | Praia                                                                    | Capo Verde                                                               | 1 – 2                                                                    | Sudafrica                                                                | Qual. Mondiali 2006                                                      | -                                                                        | 84’                                                                      |
| 18-6-2005                                                                | Johannesburg                                                             | Sudafrica                                                                | 0 – 2                                                                    | Ghana                                                                    | Qual. Mondiali 2006                                                      | -                                                                        | 89’                                                                      |
| 17-8-2005                                                                | Reykjavík                                                                | Islanda                                                                  | 4 – 1                                                                    | Sudafrica                                                                | Amichevole                                                               | -                                                                        |                                                                          |
| 3-9-2005                                                                 | Ouagadougou                                                              | Burkina Faso                                                             | 3 – 1                                                                    | Sudafrica                                                                | Qual. Mondiali 2006                                                      | -                                                                        |                                                                          |
| 8-10-2005                                                                | Durban                                                                   | Sudafrica                                                                | 2 – 2                                                                    | RD del Congo                                                             | Qual. Mondiali 2006                                                      | -                                                                        |                                                                          |
| 12-11-2005                                                               | Port Elizabeth                                                           | Sudafrica                                                                | 2 – 3                                                                    | Senegal                                                                  | Amichevole                                                               | -                                                                        | 62’                                                                      |
| 16-8-2006                                                                | Windhoek                                                                 | Namibia                                                                  | 0 – 1                                                                    | Sudafrica                                                                | Amichevole                                                               | -                                                                        | 85’                                                                      |
| 2-9-2006                                                                 | Johannesburg                                                             | Sudafrica                                                                | 0 – 0                                                                    | Rep. del Congo                                                           | Qual. Coppa d'Africa 2008                                                | -                                                                        |                                                                          |
| 8-10-2006                                                                | Lusaka                                                                   | Zambia                                                                   | 0 – 1                                                                    | Sudafrica                                                                | Qual. Coppa d'Africa 2008                                                | -                                                                        |                                                                          |
| 15-11-2006                                                               | Brentford                                                                | Egitto                                                                   | 1 – 0                                                                    | Sudafrica                                                                | Amichevole                                                               | -                                                                        | 88’                                                                      |
| 24-3-2007                                                                | N'Djaména                                                                | Ciad                                                                     | 0 – 3                                                                    | Sudafrica                                                                | Qual. Coppa d'Africa 2008                                                | -                                                                        | 76’                                                                      |
| 28-3-2007                                                                | Johannesburg                                                             | Sudafrica                                                                | 0 – 1                                                                    | Bolivia                                                                  | Amichevole                                                               | -                                                                        | 46’                                                                      |
| 22-8-2007                                                                | Glasgow                                                                  | Scozia                                                                   | 1 – 0                                                                    | Sudafrica                                                                | Amichevole                                                               | -                                                                        | 76’                                                                      |
| 8-9-2007                                                                 | Città del Capo                                                           | Sudafrica                                                                | 1 – 3                                                                    | Zambia                                                                   | Amichevole                                                               | -                                                                        | 82’                                                                      |
| 12-9-2007                                                                | Johannesburg                                                             | Sudafrica                                                                | 0 – 0                                                                    | Uruguay                                                                  | Amichevole                                                               | -                                                                        | 83’                                                                      |
| 17-10-2007                                                               | Siena                                                                    | Italia                                                                   | 2 – 0                                                                    | Sudafrica                                                                | Amichevole                                                               | -                                                                        | 74’                                                                      |
| 17-11-2007                                                               | Johannesburg                                                             | Sudafrica                                                                | 0 – 1                                                                    | Stati Uniti                                                              | Amichevole                                                               | -                                                                        |                                                                          |
| 13-1-2008                                                                | Durban                                                                   | Sudafrica                                                                | 2 – 0                                                                    | Mozambico                                                                | Amichevole                                                               | -                                                                        | 74’                                                                      |
| 16-1-2008                                                                | Durban                                                                   | Sudafrica                                                                | 2 – 1                                                                    | Botswana                                                                 | Amichevole                                                               | -                                                                        |                                                                          |
| 23-1-2008                                                                | Tamale                                                                   | Angola                                                                   | 1 – 1                                                                    | Sudafrica                                                                | Coppa d'Africa 2008 - 1º turno                                           | -                                                                        | 63’                                                                      |
| 27-1-2008                                                                | Tamale                                                                   | Sudafrica                                                                | 1 – 3                                                                    | Tunisia                                                                  | Coppa d'Africa 2008 - 1º turno                                           | -                                                                        |                                                                          |
| 1-6-2008                                                                 | Abuja                                                                    | Nigeria                                                                  | 2 – 0                                                                    | Sudafrica                                                                | Qual. Mondiali 2010                                                      | -                                                                        | 77’                                                                      |
| 7-6-2008                                                                 | Pretoria                                                                 | Sudafrica                                                                | 4 – 1                                                                    | Guinea Equatoriale                                                       | Qual. Mondiali 2010                                                      | -                                                                        | 82’                                                                      |
| 14-6-2008                                                                | Freetown                                                                 | Sierra Leone                                                             | 1 – 0                                                                    | Sudafrica                                                                | Qual. Mondiali 2010                                                      | -                                                                        | 59’                                                                      |
| 21-6-2008                                                                | Pretoria                                                                 | Sudafrica                                                                | 0 – 0                                                                    | Sierra Leone                                                             | Qual. Mondiali 2010                                                      | -                                                                        | 83’                                                                      |
| 28-3-2009                                                                | Rustenburg                                                               | Sudafrica                                                                | 2 – 1                                                                    | Norvegia                                                                 | Amichevole                                                               | -                                                                        | 78’                                                                      |
| 31-3-2009                                                                | Losanna                                                                  | Sudafrica                                                                | 2 – 0                                                                    | Portogallo                                                               | Amichevole                                                               | -                                                                        | 65’                                                                      |
| 6-6-2009                                                                 | Orlando                                                                  | Sudafrica                                                                | 1 – 0                                                                    | Polonia                                                                  | Amichevole                                                               | -                                                                        | 16’ 76’                                                                  |
| 14-6-2009                                                                | Johannesburg                                                             | Sudafrica                                                                | 0 – 0                                                                    | Iraq                                                                     | Conf. Cup 2009 - 1º turno                                                | -                                                                        | 85’                                                                      |
| 17-6-2009                                                                | Rustenburg                                                               | Sudafrica                                                                | 2 – 0                                                                    | Nuova Zelanda                                                            | Conf. Cup 2009 - 1º turno                                                | -                                                                        | 80’                                                                      |
| 20-6-2009                                                                | Bloemfontein                                                             | Spagna                                                                   | 2 – 0                                                                    | Sudafrica                                                                | Conf. Cup 2009 - 1º turno                                                | -                                                                        |                                                                          |
| 25-6-2009                                                                | Johannesburg                                                             | Brasile                                                                  | 1 – 0                                                                    | Sudafrica                                                                | Conf. Cup 2009 - Semifinale                                              | -                                                                        | 90+3’                                                                    |
| 28-6-2009                                                                | Rustenburg                                                               | Sudafrica                                                                | 2 – 3 dts                                                                | Spagna                                                                   | Conf. Cup 2009 - Finale                                                  | -                                                                        | 64’                                                                      |
| 12-8-2009                                                                | Città del Capo                                                           | Sudafrica                                                                | 1 – 3                                                                    | Serbia                                                                   | Amichevole                                                               | -                                                                        | 46’                                                                      |
| 5-9-2009                                                                 | Leverkusen                                                               | Germania                                                                 | 2 – 0                                                                    | Sudafrica                                                                | Amichevole                                                               | -                                                                        | 85’                                                                      |
| 8-9-2009                                                                 | Limerick                                                                 | Irlanda                                                                  | 1 – 0                                                                    | Sudafrica                                                                | Amichevole                                                               | -                                                                        | 36’                                                                      |
| 27-5-2010                                                                | Johannesburg                                                             | Sudafrica                                                                | 2 – 1                                                                    | Colombia                                                                 | Amichevole                                                               | -                                                                        | 46’ 66’                                                                  |
| 31-5-2010                                                                | Polokwane                                                                | Sudafrica                                                                | 5 – 0                                                                    | Guatemala                                                                | Amichevole                                                               | -                                                                        |                                                                          |
| 5-6-2010                                                                 | Atteridgeville                                                           | Sudafrica                                                                | 1 – 0                                                                    | Danimarca                                                                | Amichevole                                                               | -                                                                        | 63’                                                                      |
| 11-6-2010                                                                | Johannesburg                                                             | Sudafrica                                                                | 1 – 1                                                                    | Messico                                                                  | Mondiali 2010 - 1º turno                                                 | -                                                                        | 83’                                                                      |
| 16-6-2010                                                                | Pretoria                                                                 | Sudafrica                                                                | 0 – 3                                                                    | Uruguay                                                                  | Mondiali 2010 - 1º turno                                                 | -                                                                        | 79’                                                                      |
| 22-6-2010                                                                | Bloemfontein                                                             | Francia                                                                  | 1 – 2                                                                    | Sudafrica                                                                | Mondiali 2010 - 1º turno                                                 | -                                                                        |                                                                          |
| 11-8-2010                                                                | Johannesburg                                                             | Sudafrica                                                                | 1 – 0                                                                    | Ghana                                                                    | Amichevole                                                               | -                                                                        | 72’                                                                      |
| 4-9-2010                                                                 | Nelspruit                                                                | Sudafrica                                                                | 2 – 0                                                                    | Niger                                                                    | Qual. Coppa d'Africa 2012                                                | -                                                                        | 34’ 81’                                                                  |
| 17-11-2010                                                               | Città del Capo                                                           | Sudafrica                                                                | 0 – 1                                                                    | Stati Uniti                                                              | Amichevole                                                               | -                                                                        | 79’                                                                      |
| 9-2-2011                                                                 | Johannesburg                                                             | Sudafrica                                                                | 2 – 0                                                                    | Kenya                                                                    | Amichevole                                                               | 1                                                                        | 65’                                                                      |
| 26-3-2011                                                                | Johannesburg                                                             | Sudafrica                                                                | 1 – 0                                                                    | Egitto                                                                   | Qual. Coppa d'Africa 2012                                                | -                                                                        | 82’                                                                      |
| 12-11-2011                                                               | Port Elizabeth                                                           | Sudafrica                                                                | 1 – 1                                                                    | Costa d'Avorio                                                           | Amichevole                                                               | -                                                                        | 90+5’                                                                    |
| 29-2-2012                                                                | Durban                                                                   | Sudafrica                                                                | 0 – 0                                                                    | Senegal                                                                  | Amichevole                                                               | -                                                                        | 68’                                                                      |
| 3-6-2012                                                                 | Rustenburg                                                               | Sudafrica                                                                | 1 – 1                                                                    | Etiopia                                                                  | Qual. Mondiali 2014                                                      | -                                                                        |                                                                          |
| 9-6-2012                                                                 | Gaborone                                                                 | Botswana                                                                 | 1 – 1                                                                    | Sudafrica                                                                | Qual. Mondiali 2014                                                      | -                                                                        |                                                                          |
| Totale                                                                   |                                                                          | Presenze                                                                 | 62                                                                       |                                                                          | Reti                                                                     | 3                                                                        |                                                                          |

## Palmarès
- Campionato olandese: 2

Ajax: 2001-2002, 2003-2004
- Coppa dei Paesi Bassi: 2

Ajax: 2001-2002, 2005-2006
- Supercoppa dei Paesi Bassi: 2

Ajax: 2002, 2005